# Biskupice (powiat kluczborski)

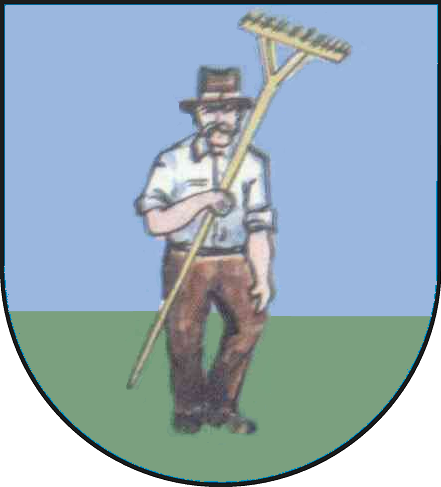
Nieoficjalny herb wsi Biskupice

Biskupice (niem. Bischdorf) – wieś w Polsce położona w województwie opolskim, w powiecie kluczborskim, w gminie Byczyna.
Przez miejscowość przebiega droga krajowa nr 11.
W latach 1954–1961 wieś należała i była siedzibą władz gromady Biskupice, po jej zniesieniu w gromadzie Byczyna. W latach 1975–1998 miejscowość należała administracyjnie do województwa opolskiego.

## Historia
Nazwa wsi pochodzi od osoby Biskup lub osady będącej dawną własnością biskupa. Osada istniała prawdopodobnie już w XI w.. Pierwsza wzmianka w dokumentach pojawiła się jednak dopiero w 1393. Do końca XV w. Biskupice wchodziły prawdopodobnie w skład dóbr kościelnych. Na początku XVI w. pierwszym świeckim właścicielem wsi został Piotr von Pritzelwitz, który odsprzedał Biskupice rodzinie Heidebrandów. W 1567 Zygmunt von Heidebrand zbudował we wsi drewniany kościół, a majątek wsi był w posiadaniu tej rodziny aż do 1714. Później dobra biskupickie należały do Karola von Pelchrzima, a następnie na krótko powróciły do Pritzelwitzów. Od końca XVIII w. majątkiem zarządzał Jerzy von Paczensky. On postanowił urządzić tu swoją rezydencję i w 1800 wybudował pałac dworski. Rodzina Paczeńskich wyzbyła się Biskupic w 1872 na rzecz Karla von Jordana. Jordanowie byli właścicielami wsi aż do 1945.
Od końca XVIII w. wieś posiadała pieczęć gminną, na której wizerunku przedstawiono chłopa z grabiami na ramieniu.
W 1861 Biskupice zamieszkiwało 306 osób, w 1939 – 304, w 1995 – 664, w 2009 – 657.
6 kwietnia 1945 Ministerstwo Bezpieczeństwa Publicznego utworzyło Centralne Obozy Pracy. Obóz MBP nr 5, powstały w Biskupicach miał status obozu przejściowego, następnie został przekształcony w obóz pracy. Przetrzymywano w nich Ślązaków i Niemców oraz byłych członków SS. Do obozu trafiali także powracający do Polski żołnierze armii Andersa, którzy wstąpili do niej po dezercji z Wehrmachtu, do którego wcielono ich wcześniej w ramach volkslisty. Prawdopodobnie przetrzymywano w nim także żołnierzy podziemia niepodległościowego.

## Zabytki
Do wojewódzkiego rejestru zabytków wpisane są:
- kościół ewangelicki, ob. rzymskokatolicki, pw. św. Jana Chrzciciela, drewniany z XVII wieku
- zespół dworski, pocz. XIX:
  - pałac dworski, klasycystyczny zbudowany w 1800 r. przez Jerzego Paczeńskiego, odnowiony w 1958 r.
  - park krajobrazowy z aleją dojazdową, niewielki, w otoczeniu pałacu dworskiego
- cmentarz żydowski z połowy XIX w.